# Yang Sen
Yang Sen (en chino tradicional, 楊森; pinyin, Yáng Sēn) (20 de febrero de 1884 – 15 de mayo de 1977) fue un señor de la guerra y general de la Camarilla de Sichuan de larga carrera militar en China y Taiwán. A pesar de haber sido un caudillo provincial, sirvió con lealtad a Chiang Kai-shek y al Gobierno del Kuomintang (KMT), especialmente durante la segunda guerra sino-japonesa. 
También fue gobernador de las Provincias de Sichuan y Guizhou. Tras la victoria de los comunistas sobre el KMT en la guerra civil china, se retiró junto al KMT a Taiwán.
Fue un reconocido maestro Taoísta y tuvo numerosas esposas, concubinas e hijos. Publicó un libro sobre el supercentenario Li Ching-Yuen, quien supuestamente vivió 250 años.

## Carrera
- 1924–24 — Gobernador de la Provincia de Sichuan

- 1924–25 — Gobernador Militar de la Provincia de Sichuan

- 1926 — Incidente de Wanhsien, combate contra veleros británicos que patrullaban el río Yangtsé

- 1933–38 — General en Jefe del XX Cuerpo

- 1938–44 — Comandante en Jefe del 27.º Grupo de Ejército

- 1939–40 — Segundo Comandante en Jefe de la 6.ª Área de Guerra

- 1940–45 — Segundo Comandante en Jefe de la 9.ª Área de Guerra

- 1945–48 — Jefe del Gobierno de la Provincia de Guizhou

- 1949 — Huye a Taiwán durante el éxodo de los Nacionalistas

- Década de 1950 — Siendo un ávido seguidor de los deportes,fue el Presidente del Comité Olímpico de Taiwán durante los Juegos Olímpicos en México. Fue un reconocido montañista y Presidente de la Asociación de Escaladores de Montañas de Taiwán. Tuvo 12 esposas y, al menos, 43 hijos.[1]

## Relación con el Maestro Li Ching Yuen
El General Yang conoció personalmente al Maestro Taoísta Li Ching-Yuen y se convirtió en su discípulo, practicando sus enseñanzas hasta el final de su vida.
En 1927, lo invitó a su residencia en Wanxian, Sichuan. Tras la muerte de su maestro, el General Yang escribió el reporte "Un recuento de hechos del afortunado hombre de 250 años.", describiendo la apariencia de Li Ching Yuen:
"Posee buena vista; mide siete pies, tiene uñas muy largas y una complexión fuerte."
El Maestro de Tai Chi Chuan T. T. Liang (Liang Tung Tsai) aprendió del General Yang la práctica del "Qigong". Su estudiante Stuart Alve Olson escribió en 2002 el libro "Las enseñanzas Qigong de un Taoísta inmortal: Los ochos ejercicios esenciales del Maestro Li Ching-Yun", tomando el reporte del General Yang como referencia.